# 102 Dalmatiner
102 Dalmatiner ist eine Filmkomödie aus dem Jahre 2000, die in den Vereinigten Staaten produziert wurde. Sie ist eine Fortsetzung der Komödie 101 Dalmatiner von 1996. In einer der Hauptrollen ist Glenn Close zu sehen.

## Handlung
Cruella de Vil verbringt drei Jahre im Gefängnis. Dabei wird sie von dem Psychologen Dr. Pavlov behandelt und beginnt Hunde zu lieben. Sie investiert sogar ihr Vermögen in das insolvente und von Zwangsräumung bedrohte Tierheim von Kevin Sheperd und erringt damit große Beliebtheit. Allerdings stellt Dr. Pavlov kurz nach Cruellas Entlassung fest, dass Big Bens Glockenschlag die Gehirnströme zurücksetzt. In Chloes Büro, direkt neben Big Ben, wird Cruella den Tönen ausgesetzt und wahnsinnig, weil sie alles in Punkten sieht. Deswegen steigt ihr Drang, Dalmatiner zu töten, wieder an. Chloe, die niemals wirklich überzeugt war, dass Cruella geheilt ist, beherzigt die Warnungen ihres Dalmatinerrüdens und versucht Cruellas Pläne zu durchkreuzen. Ihr Dalmatiner ist ein Sohn von Pongo und Perdi und wurde damals von Cruella zusammen mit seinen Geschwistern und anderen Dalmatinern entführt. Nun hat er selbst drei kleine Welpen. Einer dieser Welpen hat keine Punkte und wird deshalb Nullpunkt genannt.
Cruella will für einen weiteren Mantel die Dalmatiner töten, wobei ihr der Diener Alonzo helfen soll. Sie engagiert den Schneider Jean-Pierre Le Pelt. In Frankreich in seinem Atelier retten Chloe, Kevin und Alonzo dann die Hunde, und Cruella fällt in der Bäckerei, in der sich das Atelier befindet, in die große Rührschüssel und rutscht in den Backofen. Als sie wieder herauskommt, ist sie eine lebende Torte und sagt auf die Frage von Jean-Pierre „Was sollen wir nur tun?“ ihre berühmte Antwort „Ruhig bleiben und Torte essen…“. Chloe verliebt sich in Kevin Sheperd. Cruellas Vermögen geht an Kevins Tierheim. Nullpunkt beginnt am Ende der Geschichte, Punkte zu bekommen.

## Synchronisation
| Rollenname                  | Darsteller       | Deutsche Synchronstimme  |
| --------------------------- | ---------------- | ------------------------ |
| Cruella De Vil              | Glenn Close      | Kerstin Sanders-Dornseif |
| Jean-Pierre Le Pelt         | Gérard Depardieu | Manfred Lehmann          |
| Agnes Wilford               | Carol MacReady   | Inge Solbrig             |
| Alonzo                      | Tim McInnerny    | Fritz von Hardenberg     |
| Chloe Simon                 | Alice Evans      | Katrin Fröhlich          |
| Detective Armstrong         | Jim Carter       | Ulf Jürgen Söhmisch      |
| Dr. Pavlov                  | David Horovitch  | Hartmut Neugebauer       |
| Ewan                        | Ben Crompton     | Tobias Lelle             |
| Kevin Sheperd               | Ioan Gruffudd    | Alexander Brem           |
| Mr. Button                  | Ron Cook         | Ulf Jürgen Söhmisch      |
| Mr. Torte                   | Ian Richardson   | Helmut Pick              |
| Richter                     | Timothy West     | Hans Korte               |
| Waddlesworth                | Eric Idle        | Kai Taschner             |
| Joe (aus Susi und Strolch)  | Bill Thompson    | Erich Fiedler            |
| Tony (aus Susi und Strolch) | George Givot     | Edgar Ott                |

## Kritiken
In englischsprachigen Medien fand der Film ein überwiegend negatives Echo. Basierend auf der Auswertung von 90 Filmkritiken weist Rotten Tomatoes eine Zustimmungsquote von lediglich 30 Prozent aus.
Roger Ebert schrieb in der Chicago Sun-Times, der Film wäre nicht wirklich notwendig.
Michael Wilmington wunderte sich in der Chicago Tribune, dass Darsteller wie Glenn Close und Gérard Depardieu im „weitgehend gehirnlosen“ („mostly brainless“) Film mitspielten.
Mick LaSalle schrieb in San Francisco Chronicle, die Komödie würde genauso den Kindern wie auch den Erwachsenen etwas bieten.

## Auszeichnungen
Anthony Powell wurde 2001 für die Kostüme für den Oscar nominiert.
Glenn Close wurde 2001 für den Golden Satellite Award nominiert. Außerdem gewann der Film im selben Jahr den Bogey Award.

## Hintergrund
Die Produktionskosten wurden auf 85 Millionen US-Dollar geschätzt. Der Film spielte in den Kinos weltweit rund 184 Millionen US-Dollar ein, davon 67 Millionen US-Dollar in den USA.

## Prequel
Das Prequel Cruella kam am 28. Mai 2021 in den Kinos. Der Vorläufer behandelt die Ursprünge der Bösewichtin Cruella De Vil, gespielt von Oscarpreisträgerin Emma Stone. Ein erster Trailer sowie ein Poster wurden im Februar desselben Jahres veröffentlicht.